# Американський імпресіонізм

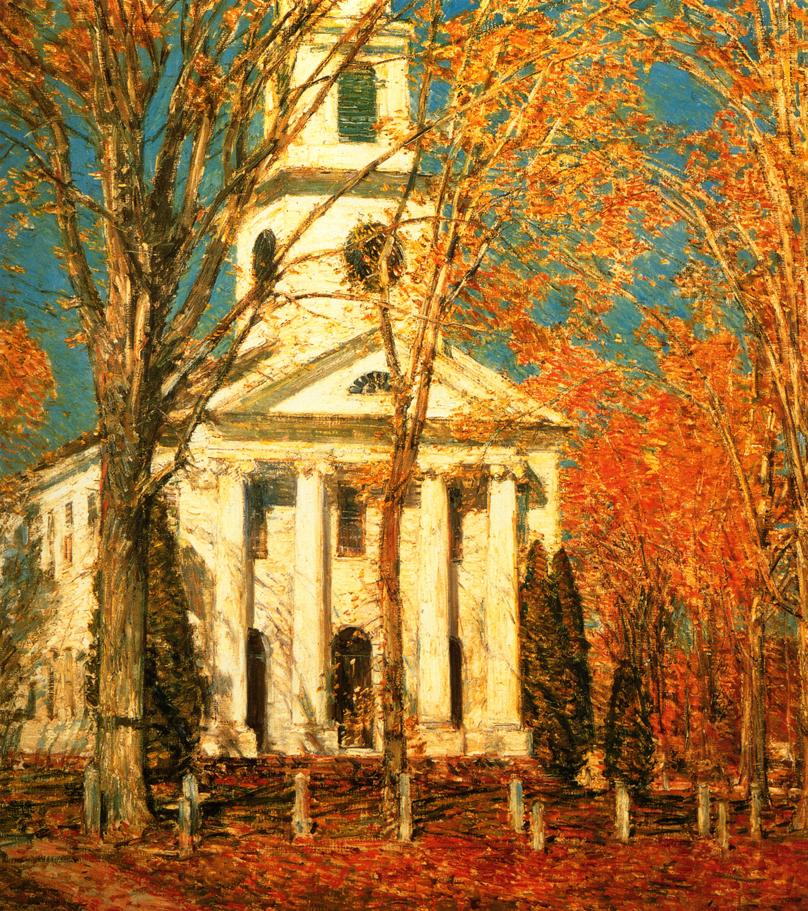
Чайлд Хассам. «Церква в Олд Лаймі», 1905 р.

Американський імпресіонізм (англ. American Impressionism) — імпресіоністичний художній напрямок у живописі Сполучених Штатів з низкою місцевих шкіл.

## Передумови
Імпресіонізм як мистецька течія виник у живопису Франції, мав відбиток в літературі, менше в скульптурі та музиці, виник в середині 19 ст. у окремих художників (предімпресіоністів), мав організовну форму та остаточно сформувалася на зламі 19-20 ст. Термін уперше використовувався в негативному значенні при критичній оцінці картини Моне «Враження, схід сонця» (1872) та творів інших художників Першої виставки митців навесні 1874 року.
Засновники імпресіонізму — як і символізму та експресіонізму — діяли на противагу грубуватому реалізму (особливо неокласицизму, а також і натуралізму). Імпресіоністи намагаються у своїх творах відтворити шляхетні, витончені особисті враження та спостереження мінливих миттєвих відчуттів та переживань, природу, схопити мінливі ефекти світла — проте на відміну від неокласицизму не зобов'язувалися об'єктивно відображати реальність, а лише поділитися власними почуттями зі спостерігачем твору, вплинути на нього приємними картинками дозвілля, танців, флірту, відвідин кафе тощо.
Французький імпресіонізм не підіймав реальних, болючих, філософських проблем і навіть не намагався проникати під кольорову поверхню буденності. Натомість імпресіонізм зосереджується на поверхневості, плинності миті, настрою, освітленні чи куту зору.
Як і мистецтво ренесансу (Відродження), імпресіонізм будується на особливостях і навичках сприйняття перспективи.
Разом з тим ренесансне бачення підривається доведеною суб'єктивністю і відносністю людського сприйняття, що робить колір і форму автономними складовими образу. Для імпресіонізму не так важливо, що зображено на малюнку, але важливо як зображено.
Їх картини представляли лише позитивні сторони життя, не порушували суспільних проблем, оминали й такі проблеми як голод, хвороби, смерть, експлуатація, війни. Це призвело пізніше до розколу серед самих імпресіоністів і кризи напрямку наприкінці 19 ст. у Франції.
Всі характерні риси французького імпресіонізму та його недоліки були притаманні і імпресіонізму в Сполучених Штатах.
В невеселому мистецтві протестантської країни американський імпресіонізм, однак, відкрив сторінку мистецтва усміхненого, приємного за настроями, нехай обмеженого і поверхневого, неглибокого за змістом.

## Побутування

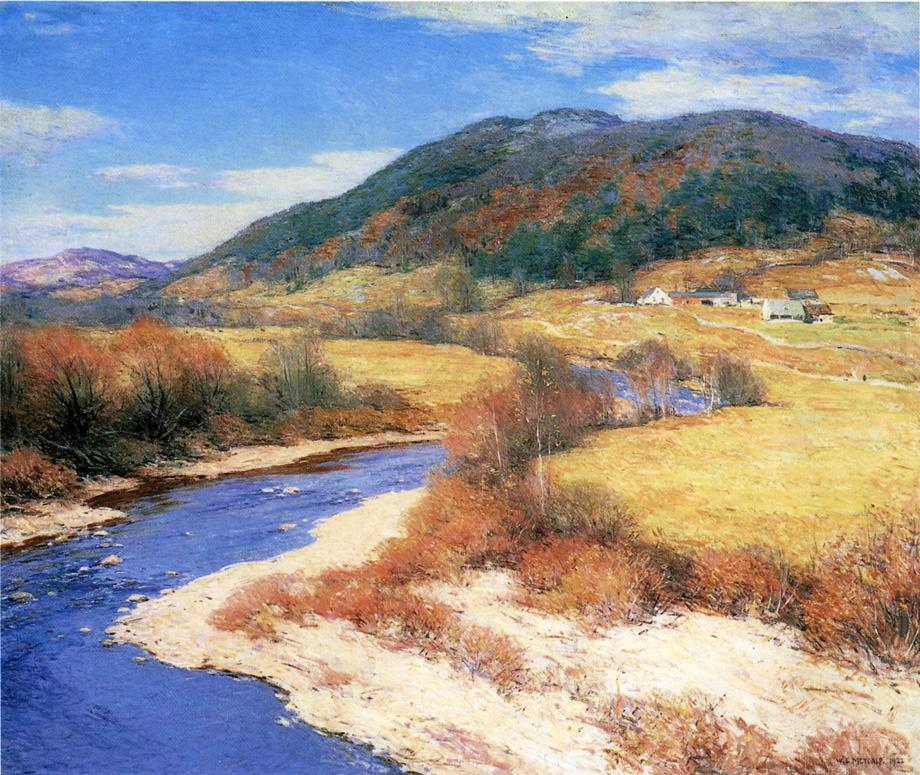
Вилард Меткалф. «Бабине літо, Вермонт», 1922 р.

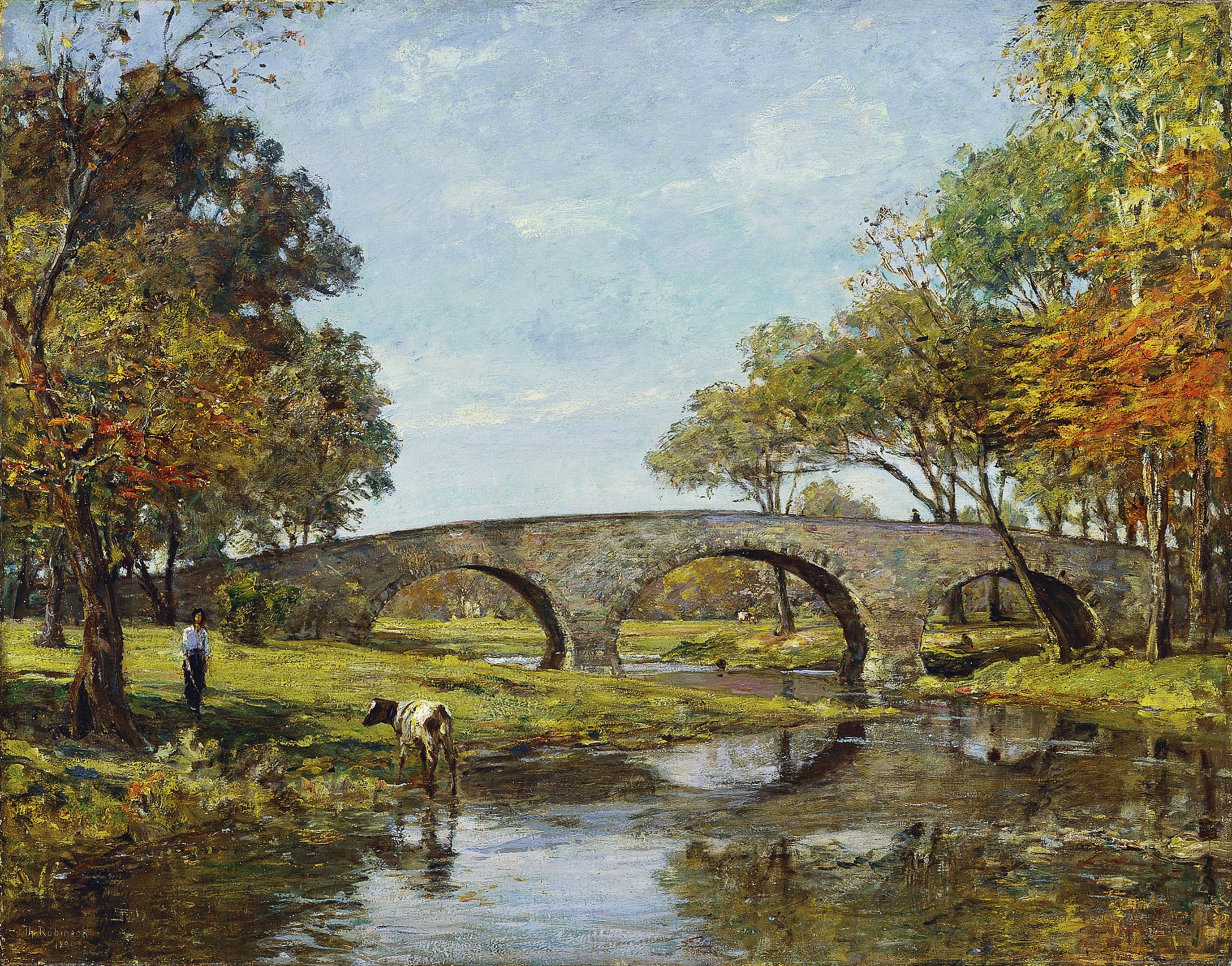
Теодор Робінсон. "Старовинний міст ", 1922 р. Музей Тиссена-Борнемісса

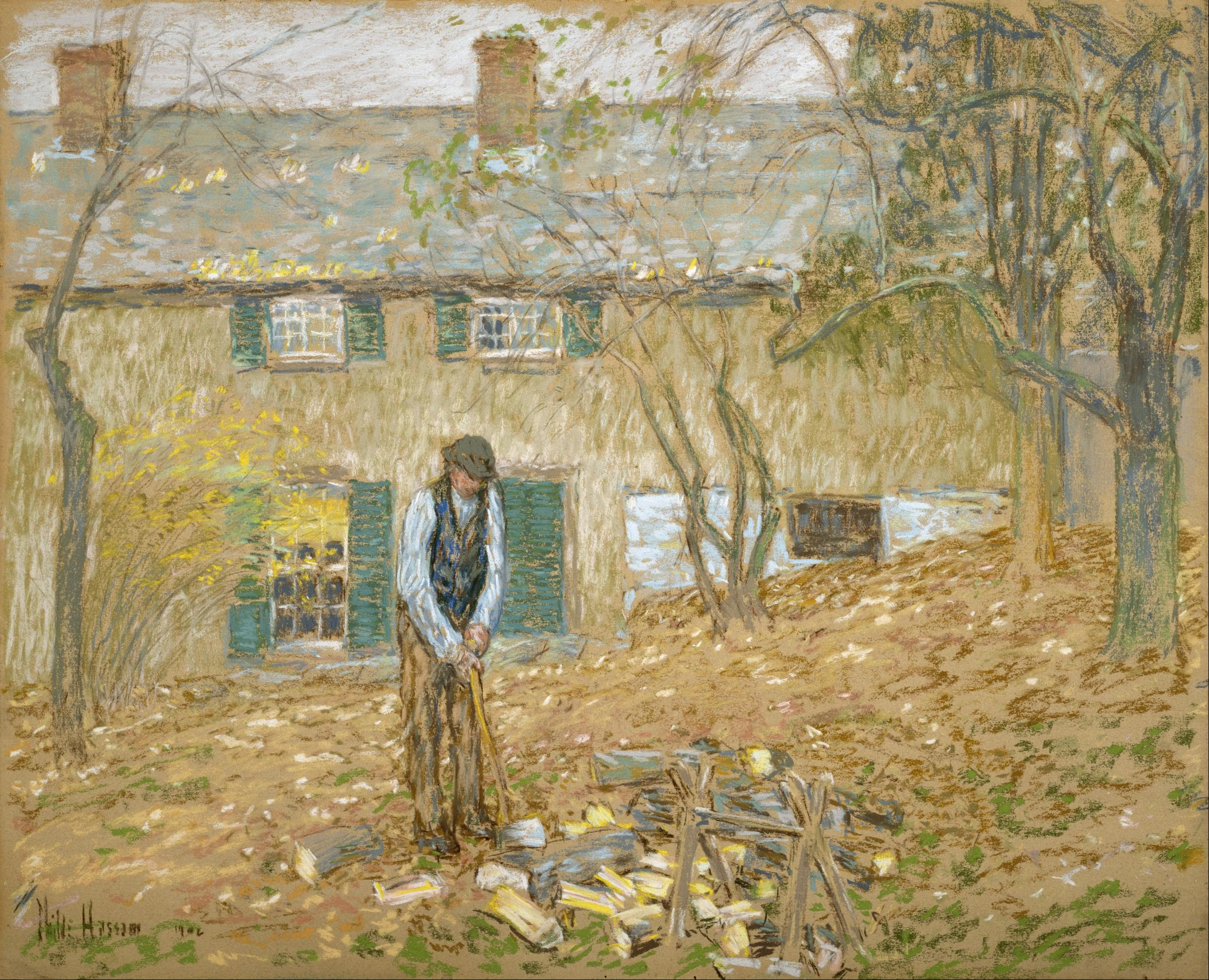
Чайлд Хассам. «Дроворуб», 1902 р.

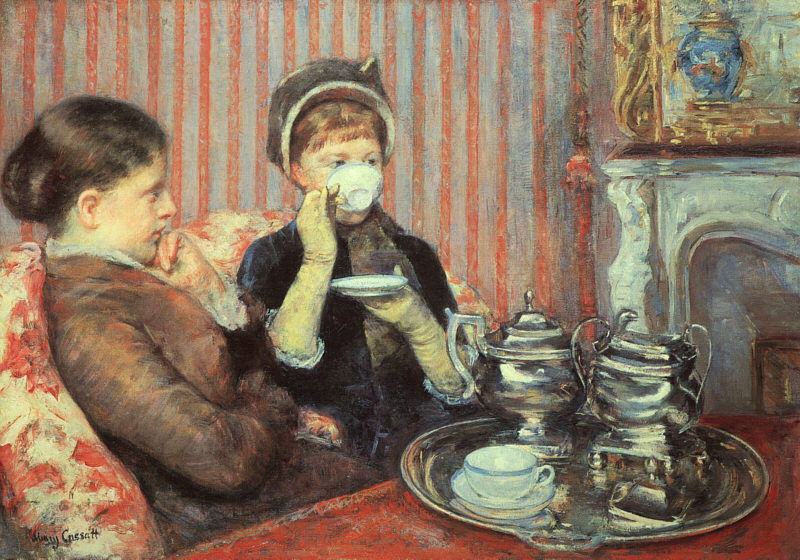
Мері Кассат. «Чаювання», 1880 р., Бостонський музей образотворчих мистецтв.

Франція мала практично єдиний центр імпресіоніму, зосереджнений в Парижі. Творчість француза Ежена Будена, що працював в провінційних портах країни (Гавр, Онфльор, Нормандія) і використовував ту ж художню техніку, була винятком.
Виникненню імпресіонізму сприяли як зростання художніх потреб в суспільстві США (побудова і заснування нових бібліотек та художніх музеїв), пришвидшення історичного процесу і художніх контактів з Францією, некритичне визнання престижності усього французького — як центру культури.
Серед перших митців США, що опанували техніку імпресіоністичного напрямку, були Теодор Робінсон (1852—1896) та Мері Кассат (1844—1926).
Теодор Робінсон відбув у Париж 1876 року, аби навчатися у Карла-Дюрана та в Школі красних мистецтв під керівництвом Жана-Леона Жерома. Т. Робінсон виставив власні твори у 1877 році в Салоні. Він відвідав також Венецію та Болонью, а 1879 року повернувся в Сполучені Штати, цілком залишаючись прихильником реалізму в роки маніфестно-протестного виникнення імпресіонізму у Франції. 1884 року Робінсон знову відбув у Францію, де мешкав і працював вісім років, іноді відвідуя Сплолучені Штати. Робінсон познайомився із Клодом Моне і відвідував Живерні, відкрив для себе імпресіоністичну техніку під впливом творів Клода Моне.
Після самостійного навчання у великих європейських музеях, стиль Мері Кассат став більш зрілим ближче до 1872 року. В Парижі вона вивчає живопис разом з Камілем Піссарро.
У 1872 році журі Паризького салону допустило до показу її перше полотно. Критики стверджували, що кольори її полотен занадто яскраві, і що її портрети дуже точні для того, щоб відповідати оригіналу. Незабаром після перших успіхів імпресіоністів, Кассат кинула живопис, щоб доглядати за своєю матір'ю і сестрою, які захворіли після переїзду у Париж в 1877 році. Її сестра померла в 1882, але мати видужала, і Мері відновила заняття живописом в середині 1880-х років.
Її стиль змінився, і вона відійшла від імпресіонізму до простішого, прямого стилю. З 1886 року, вона більше не ототожнювала себе з яким-небудь рухом і пробувала різні стилі. Серія суворо написаних, тонкопомічених, несентиментальних картин про матір і дитину є основною темою її найбільш відомих робіт. В 1891 році вона виставила серію вельми оригінальних кольорових літографій, в тому числі «Купання» і «Зачіска», натхненна роботами японських майстрів, показаними в Парижі за рік до цього.
В Сполучених Штатах імпресіонізм не був зосереджений в єдиному центрі (як то було у Франції), а мав виникнення і побутування в декількох місцевих школах, розкиданих у різних штатах, художнє життя яких було мало пов'язане один з одним. Серед відомих центрів імпресіонізму в Сполучених Штатах зазвичай невеликі поселення з дешевим побутом, де оселялась чи прибувала на працю низка художників, аби набратись нових вражень і знайти сюжети для творів. Невеликі поселення межували з великими містами, де художники показували власні твори з метою їх продажу, бо і картини — товар в велетенський, всепоглинаючий системі торгівлі США. Серед місцевих центрів імпресіонізму США такі:
- Нью Гоуп, штат Пенсільванія
- Олд Лайм та Кос Коб, штат Коннектикут
- Браун Каунті, школа Річмонд, штат Індіана
- Лагуна Біч та Кармел, штат Каліфорнія
- поселення на сході Лонг-Айленда, Нью-Йорк
- Бостон, Массачусетс, де працювали Едмунд Чарльз Тарбелл та Френк Вестон Бенсон.

На кінець 19 століття академічний реалізм та імпресіонізм американського зразка були найбільш фінансово успішними напрямками живопису Сполучених Штатів. Тому стилістику імпресіонізму підтримувала велика кількість митців Сполучених Штатів, не стільки розвиваючи його далі, скільки експлуатуючи всі можливості стилю.
Первісний етап зацікавленості в імпресіонізмі (за думкою художніх критиків США) закінчився в Сполучених Штатах у 1913 році після виставки сучасного на той час мистецтва в Нью-Йорку — Арморі Шоу. Тоді відбулося прищеплення американському мистецтву авангардних рис, притаманних паризьким художникам. Але окремі провінційні школи у США працювали в стилістиці імпресіонізму до 1920 року, поки він не зійшов на нівець і не поступився офіційно підтриманому абстракціонізму.
Новий етап американського імпресіонізму розпочався у 1950-і роки після декількох виставок французьких і американських імпресіоністів, котрі організувала низка великих музеїв Сполучених Штатів. Імпресіонізм знову став модним. На ту пору імпресіоністи Франції були переведені в корифеї європейського мистецтва, а їх твори перетнули мільйонні відмітки на мистецьких аукціонах. Головними покупцями на цих аукціонах-розпродажах стають мільйонери Японії та Сполучених Штатів. Музейні збірки США поповнюють практично всіми представниками напрямку, чому сприяли закони держави про пільгові привілеї багатіям-дарувальникам коштовних творів мистецтва (меценати-дарувальники в США отримали право не сплачувати податки на суму, витрачену за твір мистецтва, якою б значною вона не була).

## Головні представники
- Теодор Робінсон (1852—1896)
- Чайлд Хассам (1859—1935)
- Рейнолдс Білл (1866—1951)

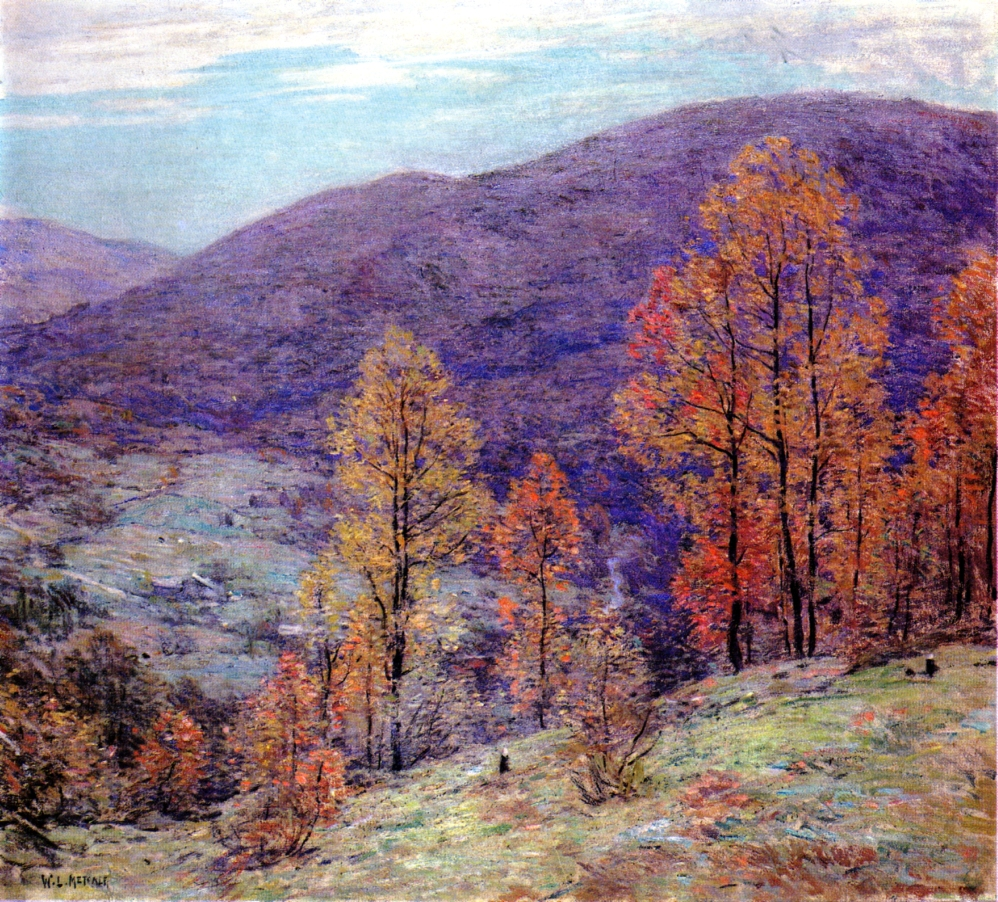
Вилард Меткалф. «Осіння слава», початок 20 ст.

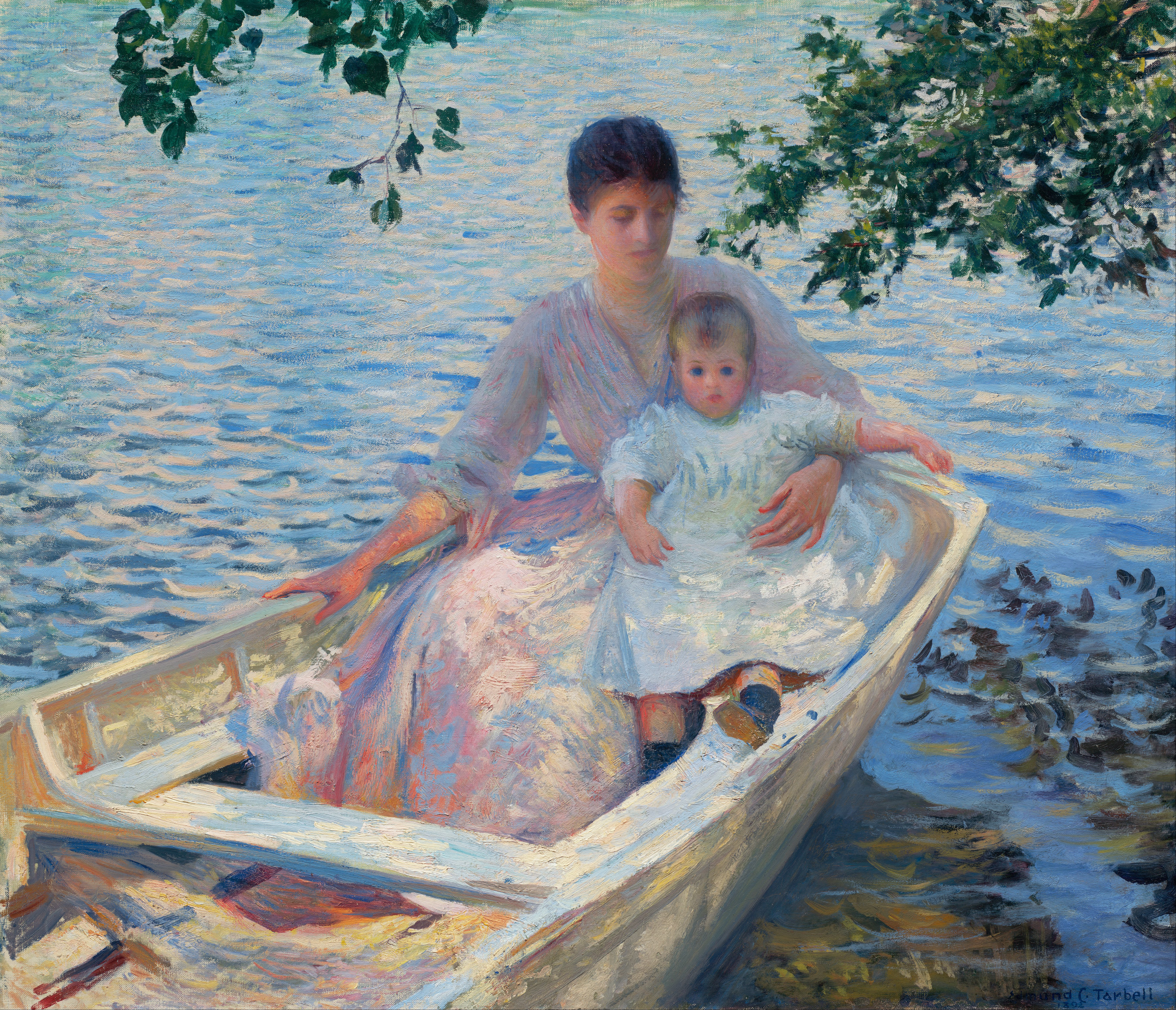
Едмунд Чарльз Тарбелл. «Мати з дитиною в човні», 1892 р.

- Вилард Меткалф (Willard Metcalf 1858—1925)
- Джон Сінгер Сарджент (John Singer Sargent 1856—1925)
- пані Мері Кассат (Mary Cassatt 1844—1926)
- Мерілін Бендел (Marilyn Bendell 1921—2003)
- Френк Вестон Бенсон (Frank Weston Benson 1862—1951)
- Йохан Бертелсен (Johann Berthelsen 1883—1972)
- пані Матільда Браун (Matilda Browne 1869—1947)
- Варрен Ежен Брендон (Warren Eugene Brandon 1916—1977)
- пані Денніс Міллер Банкер (Dennis Miller Bunker 1861—1890)
- Вільям Мерріт Чейз (William Merritt Chase 1849—1916)
- Роберт Лівайс Рід (1862—1929)
- Купер Колін Кемпбел (Colin Campbell Cooper 1856—1937)
- Джуліан Ондердонк (Julian Onderdonk 1882—1922)
- Едвард Сіммонс (художник) (Edward Simmons (painter) 1852—1931)
- Теодор Ерл Батлер (Theodore Earl Butler 1861—1936)
- Едмунд Чарльз Тарбелл (Edmund Charles Tarbell 1862—1938)
- пані Меріон Вахтель (Marion Wachtel 1875—1954)
- Керрол Беквіт (James Carroll Beckwith 1852—1917)
- Роберт Вонног (Robert Vonnoh 1858—1933)
- Джон Генрі Твахман (John Henry Twachtman 1853—1902)
- пані Лілла Кабот Перрі (1848—1933)
- Джордж Соттер (George Sotter 1879—1953)
- Отто Старк (Otto Stark 1859—1926) та інші.

## Галерея

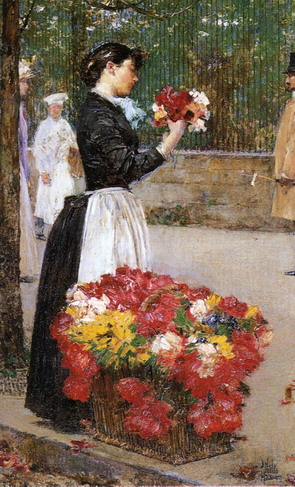
Чайлд Хассам. «Продаж квітів», 1888 рік.
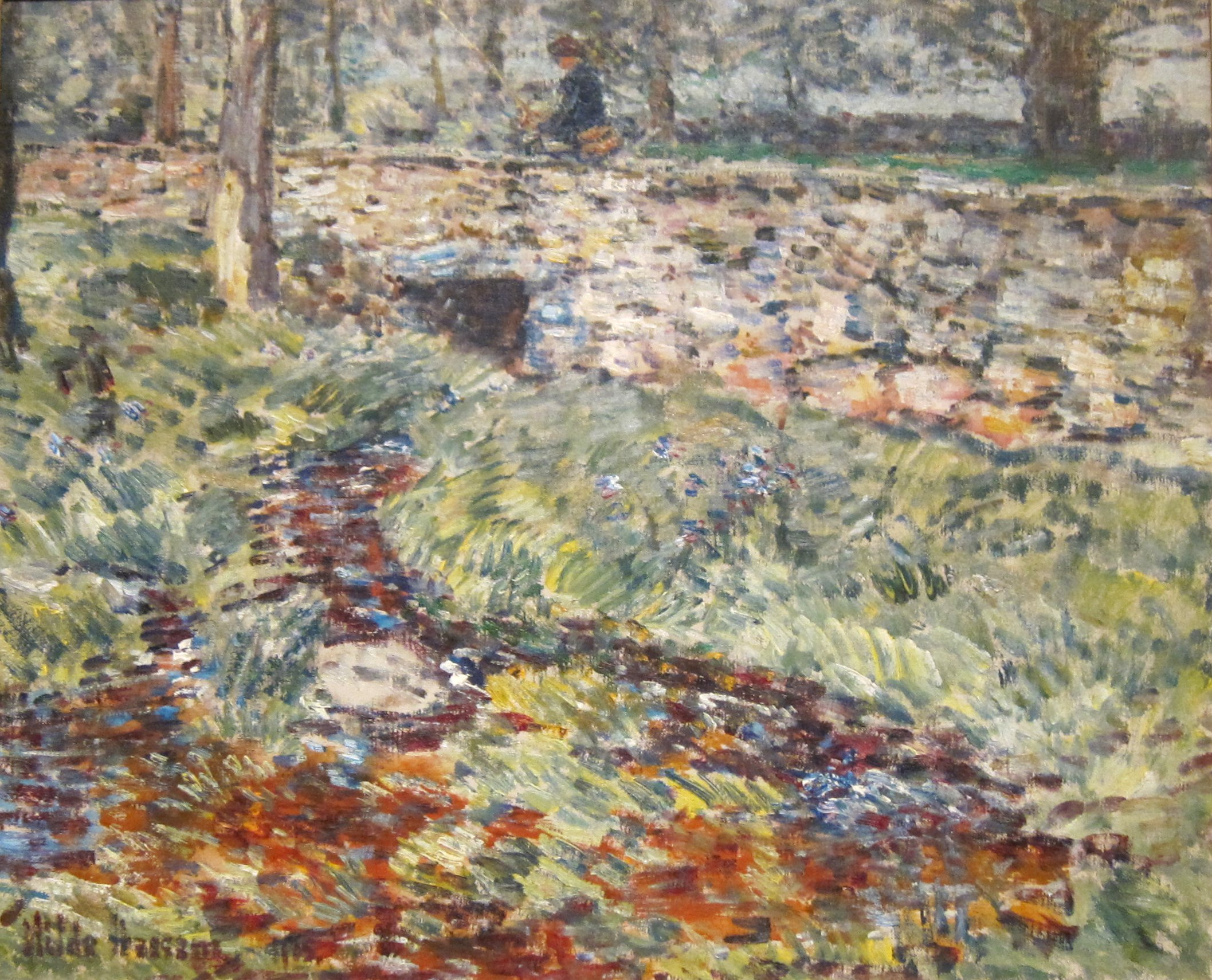
Чайлд Хассам. «Кам'яний міст, Олд Лайм, Коннектикут», 1890 р.
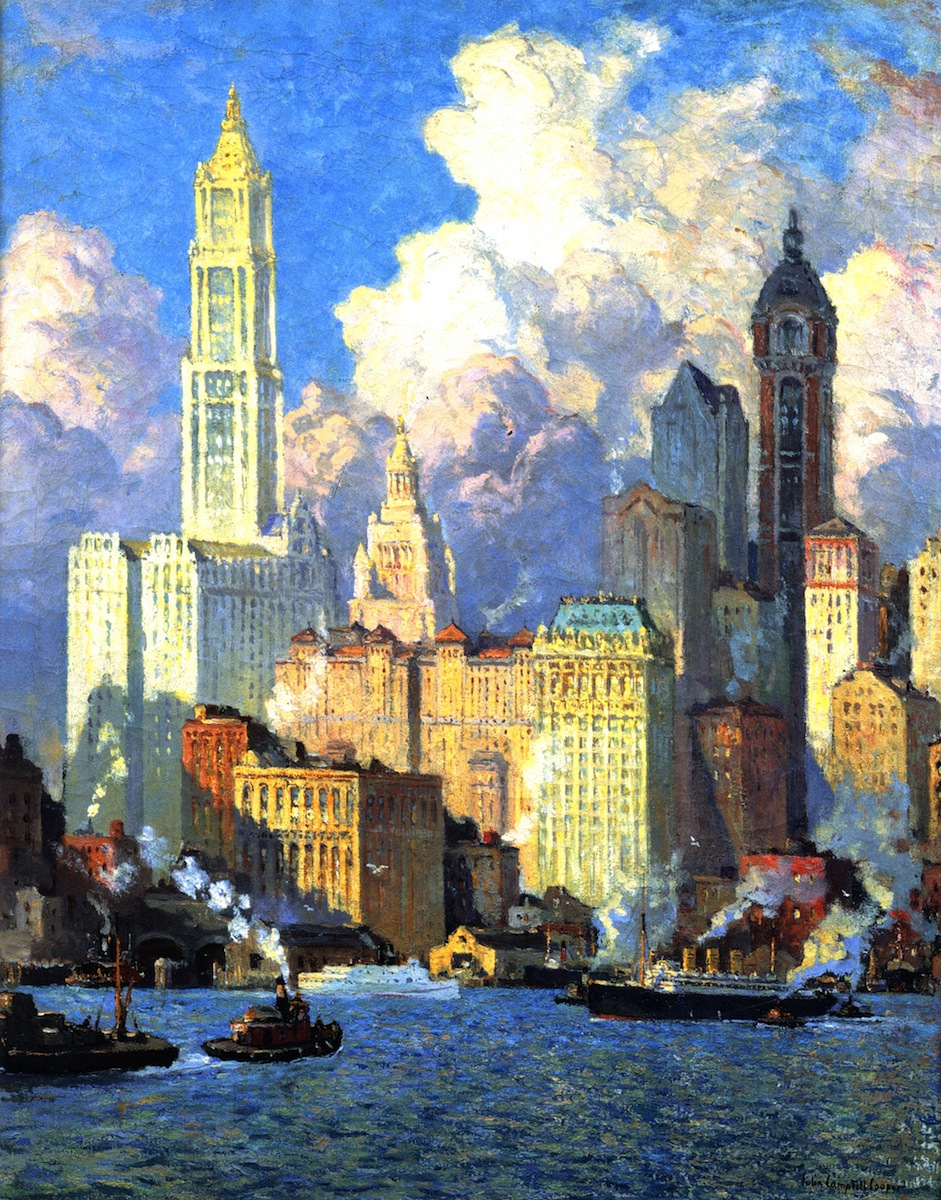
Купер Колін Кемпбел. "Річка Гудзон ". 1931 р.
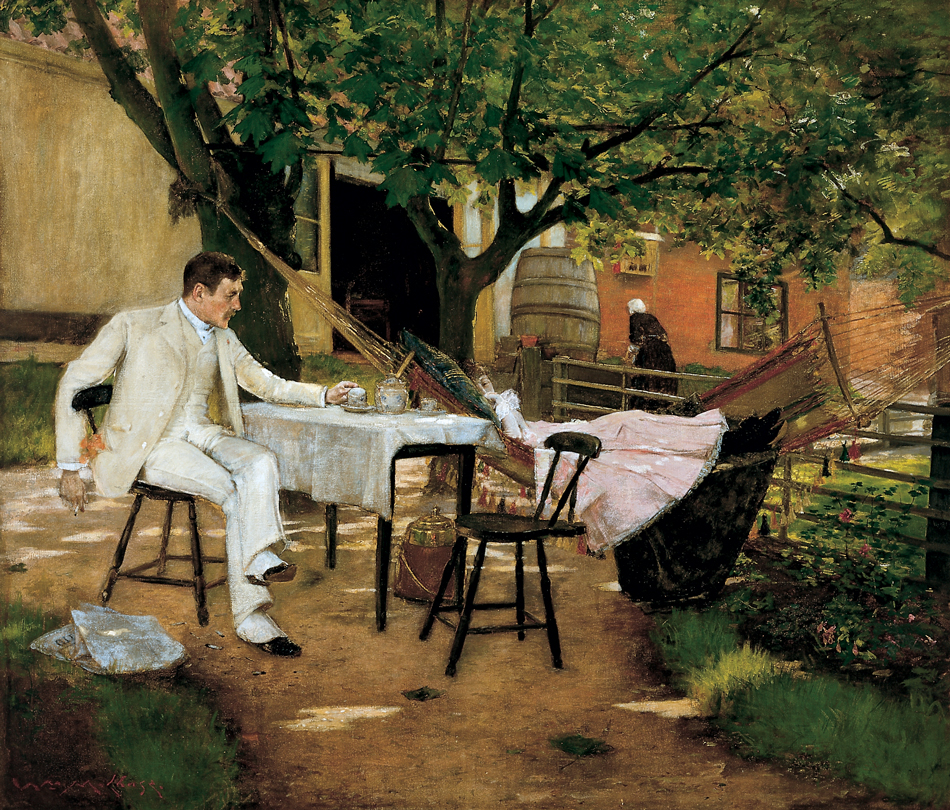
Вільям Мерріт Чейз. «Світло й тінь» або «Нудьга удвох», 1884 р.
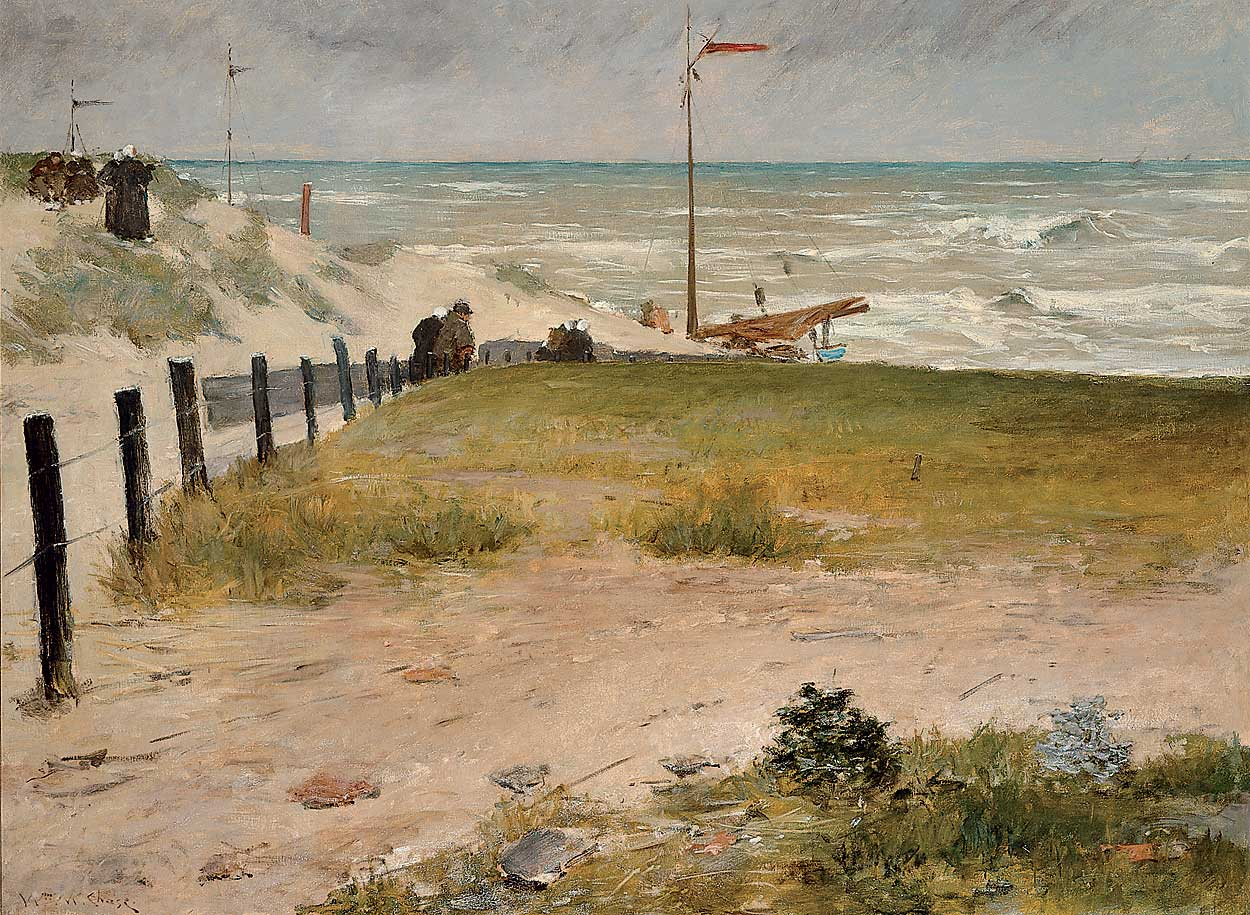
Вільям Мерріт Чейз. «Узбережжя в Голландії», 1884 р.,
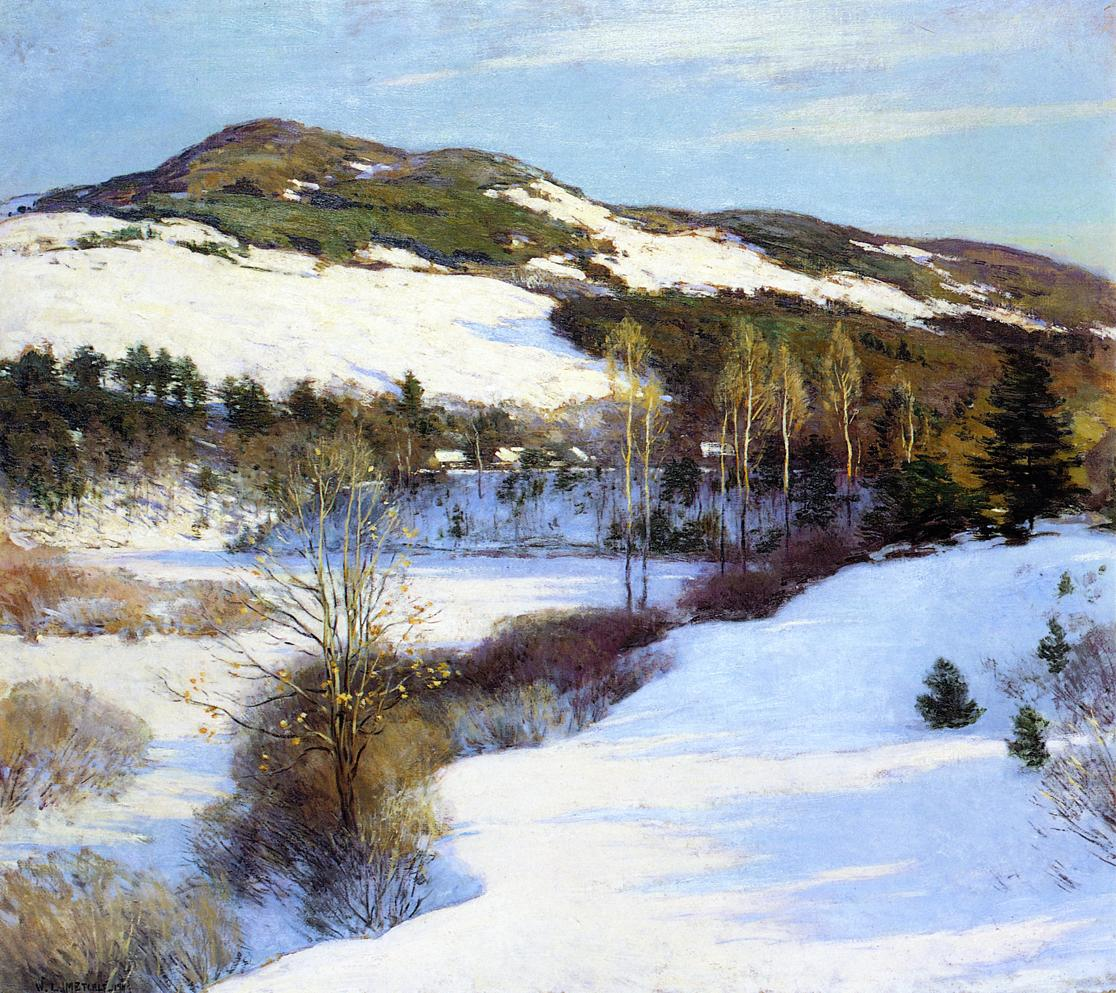
Вилард Меткалф. «Схили Корніш», 1911 р.
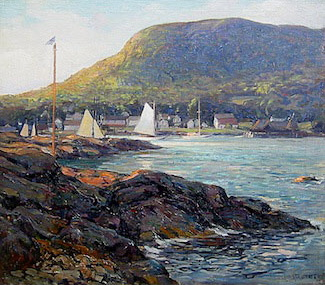
Вілсон Генрі Ірвін. «Гавань у Кемден Мейн», 1905 р.
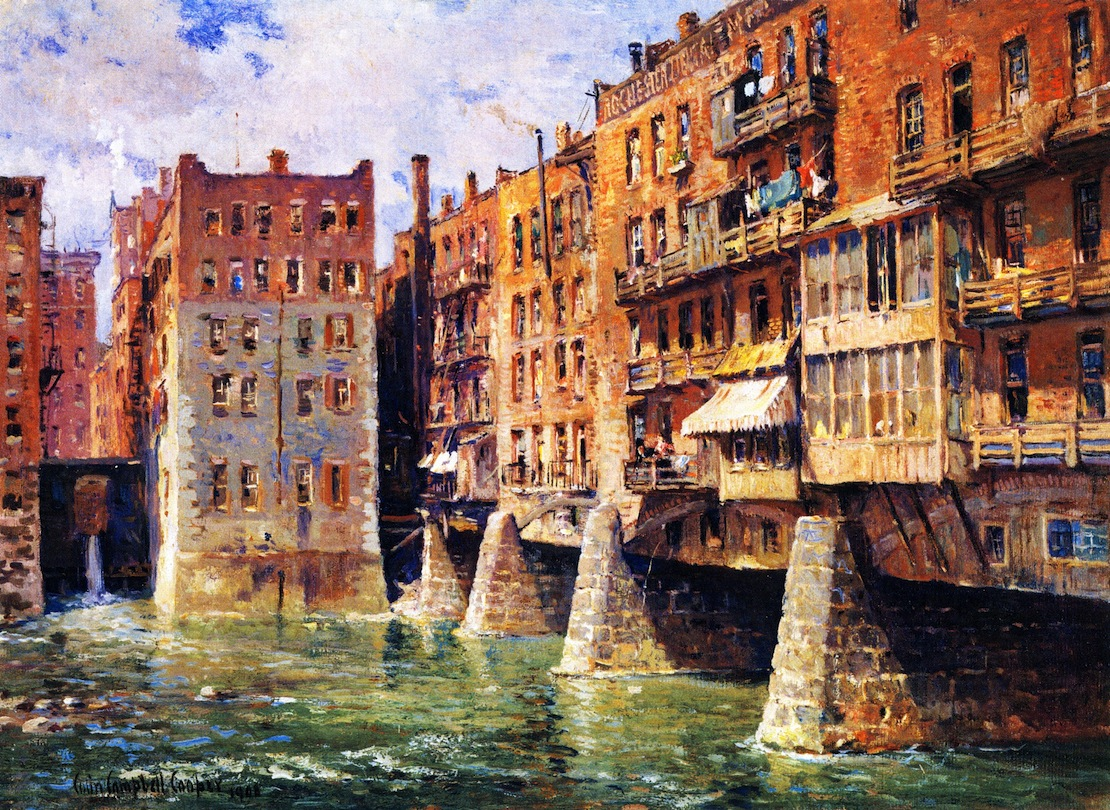
Купер Колін Кемпбел . Мейн Стріт брідж, Рочестер, 1908 р.
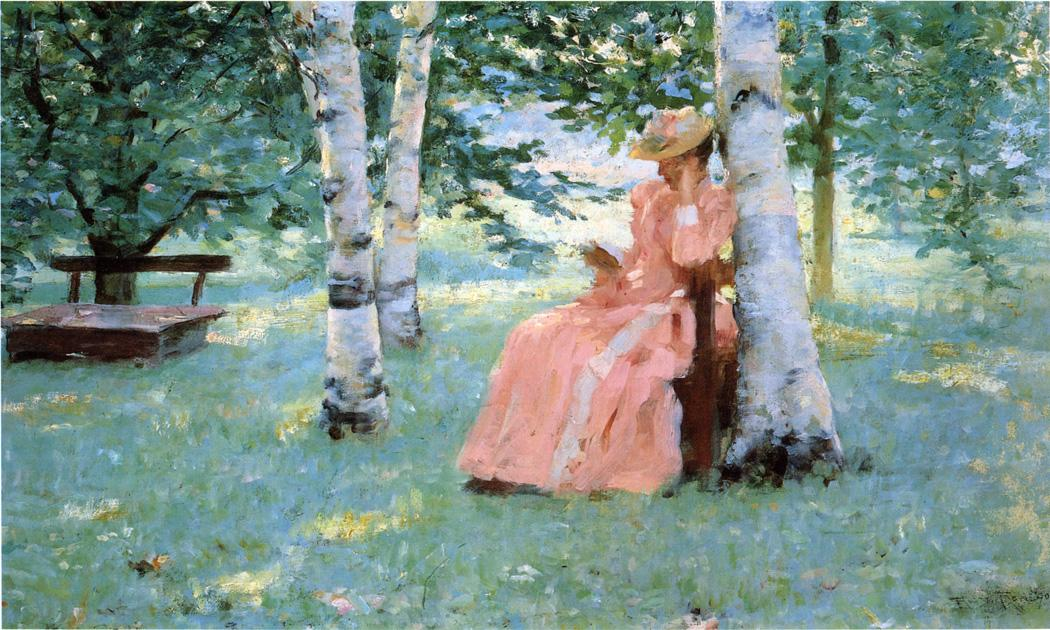
Роберт Лівайс Рід. «Рів'єра»
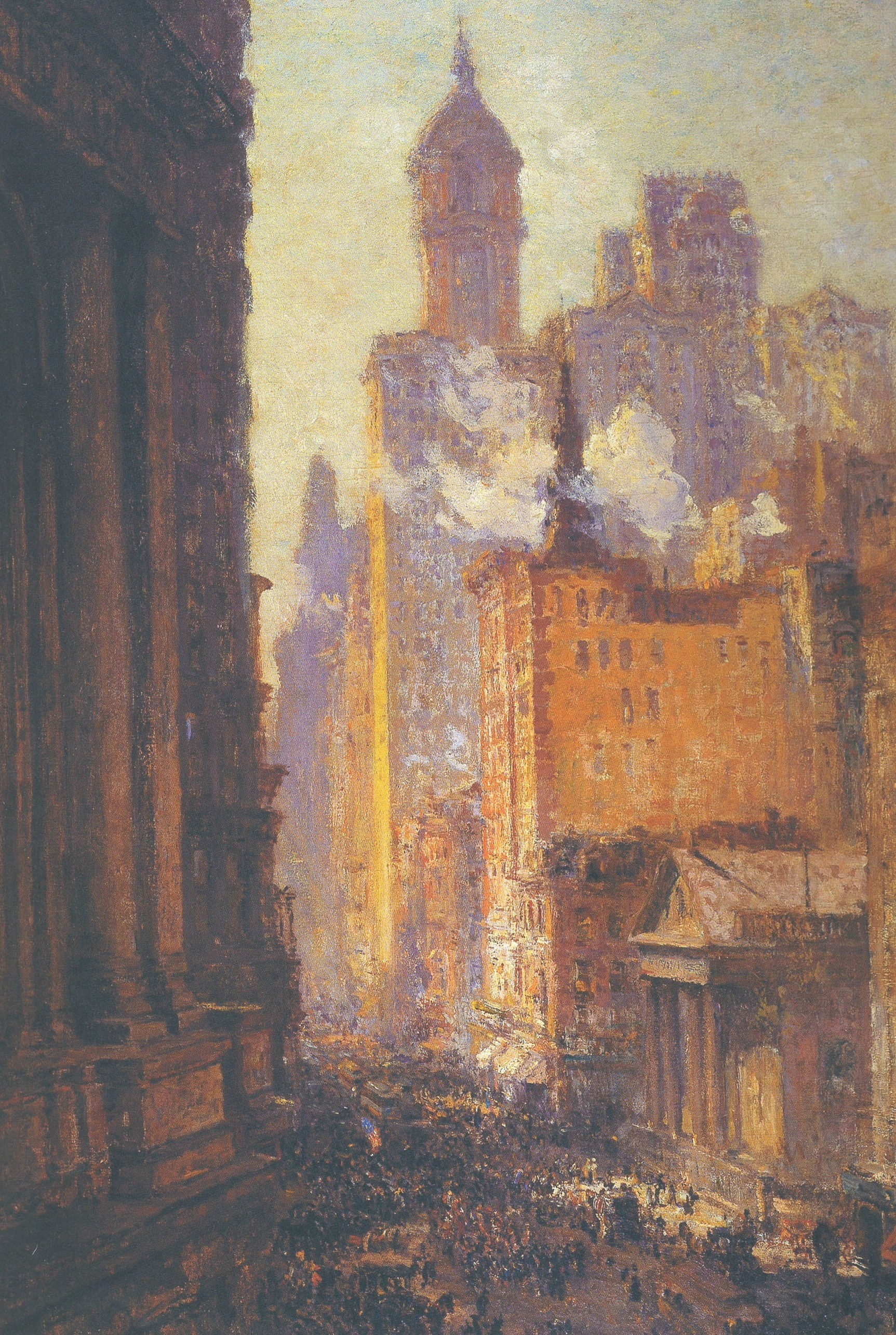
Купер Колін Кемпбел . Бродвей вздовж Пост Офіс  (Воллстріт), бл. 1909 р.
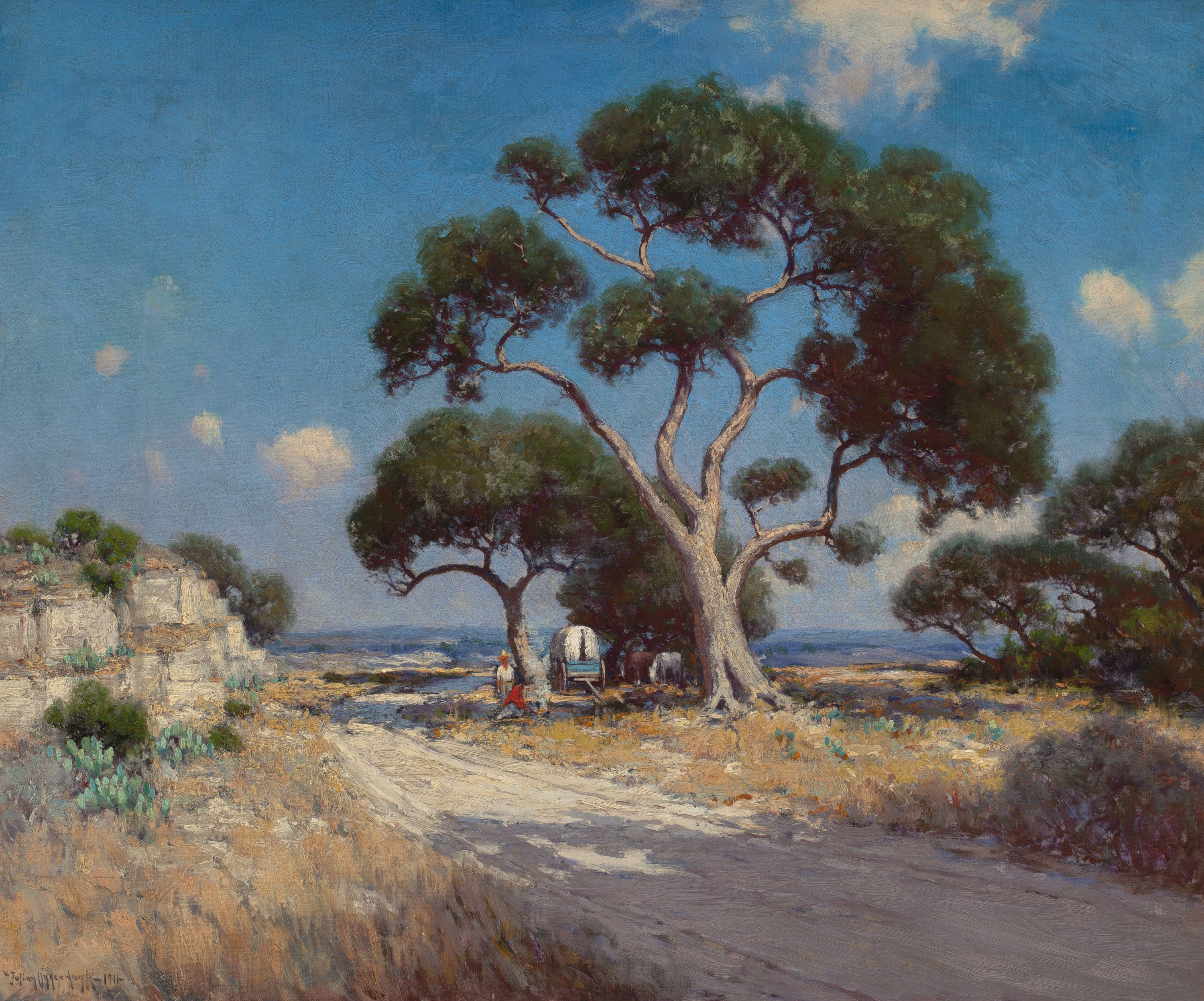
Джуліан Ондердонк. «Стара Біла дорога, Південно-західний Техас», 1911 р.
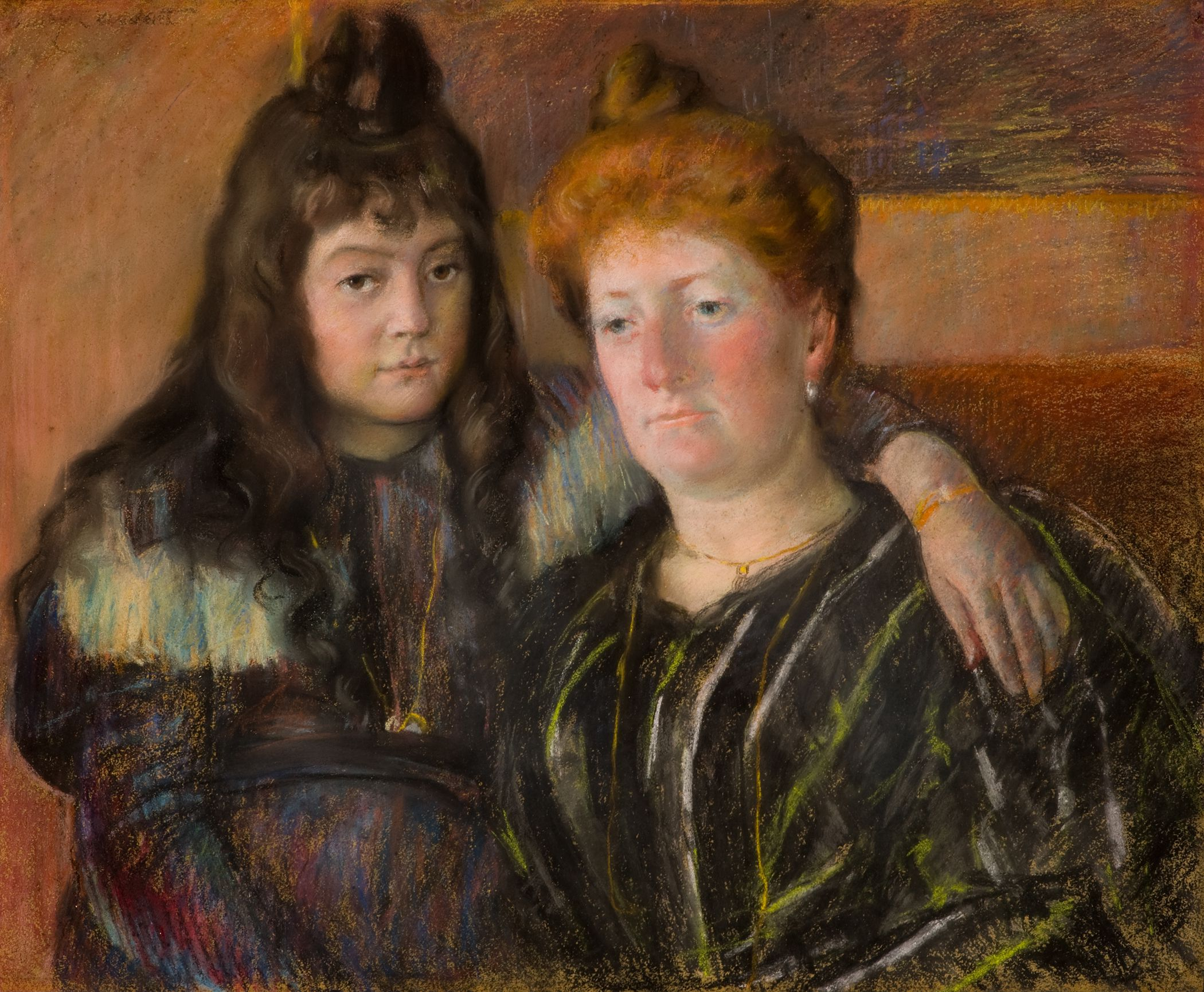
Мері Кассат, Мадам Меєрсон з донькою,1899
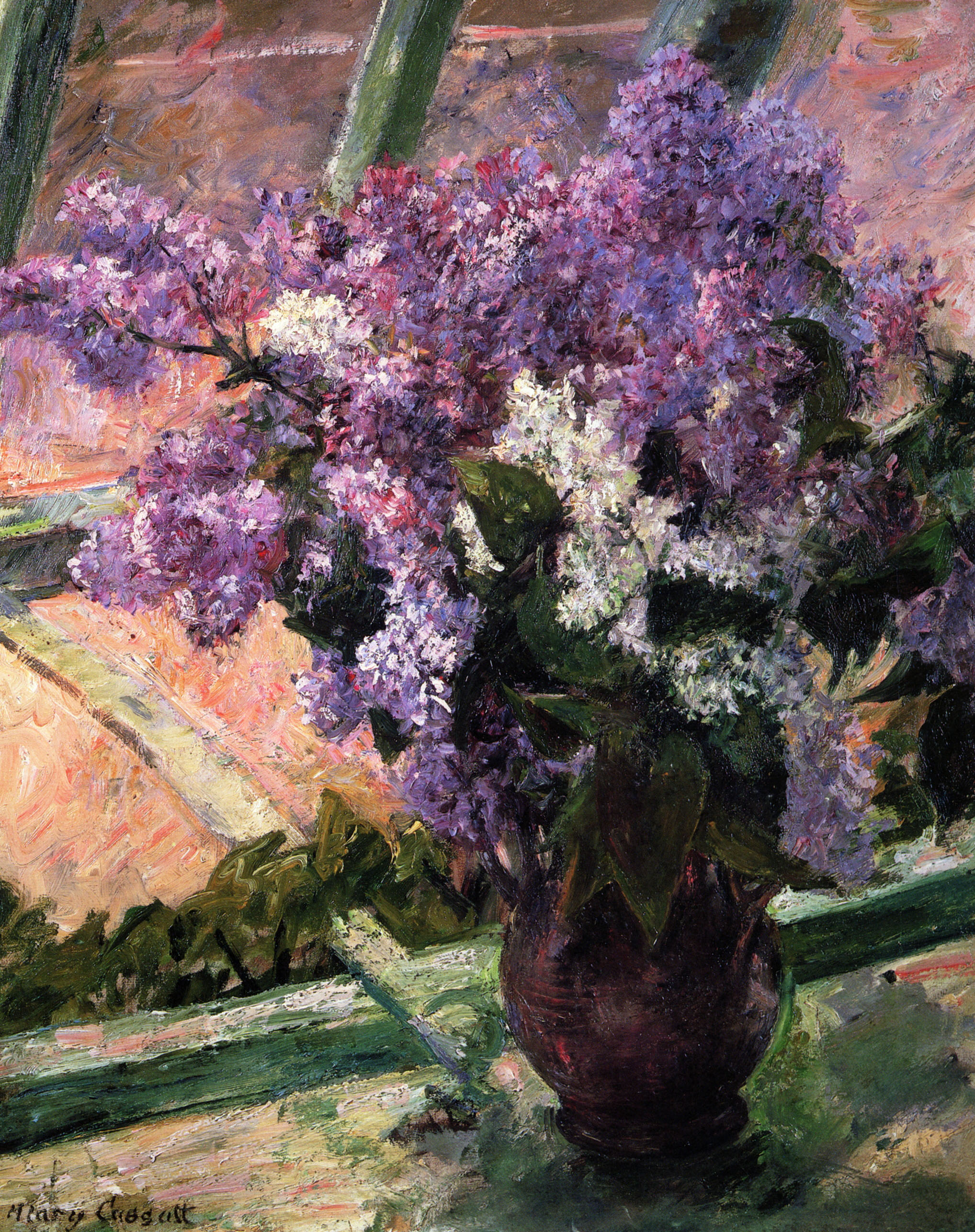
Мері Кассат, Бузок біля вікна, 1880 р.
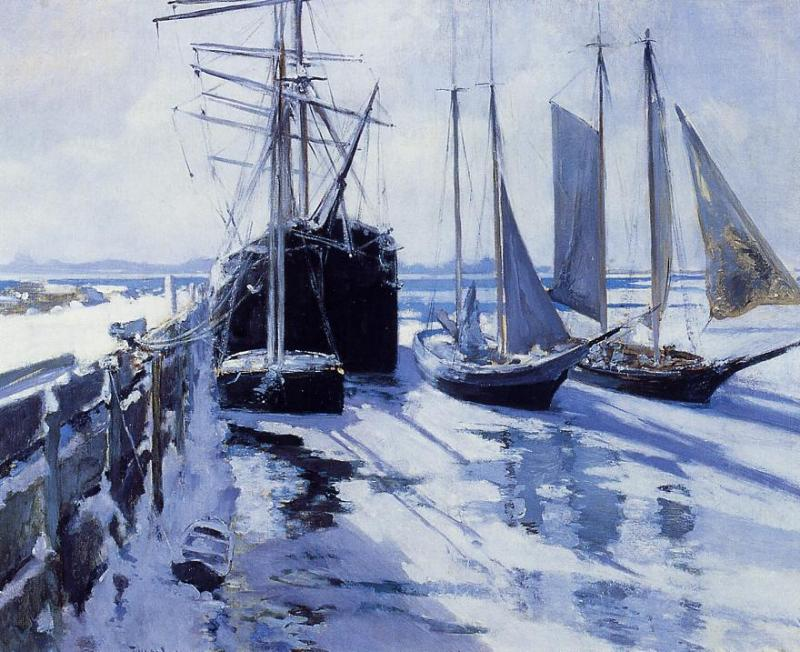
Джон Генрі Твахтман. «Зима в Коннектикуті»
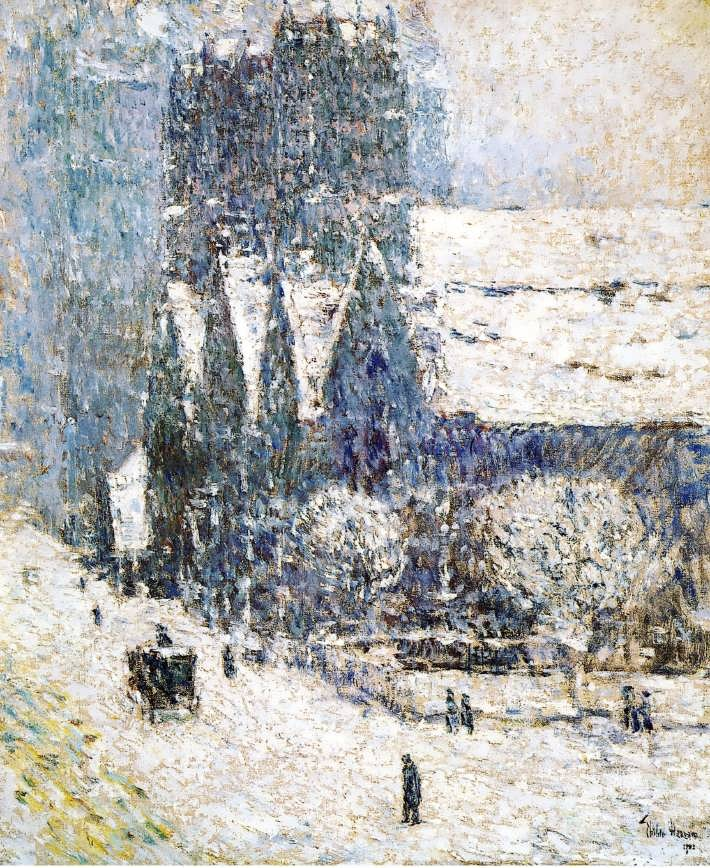
Чайлд Хассам. «Церква Кальварія, Манхеттен», 1893 р.
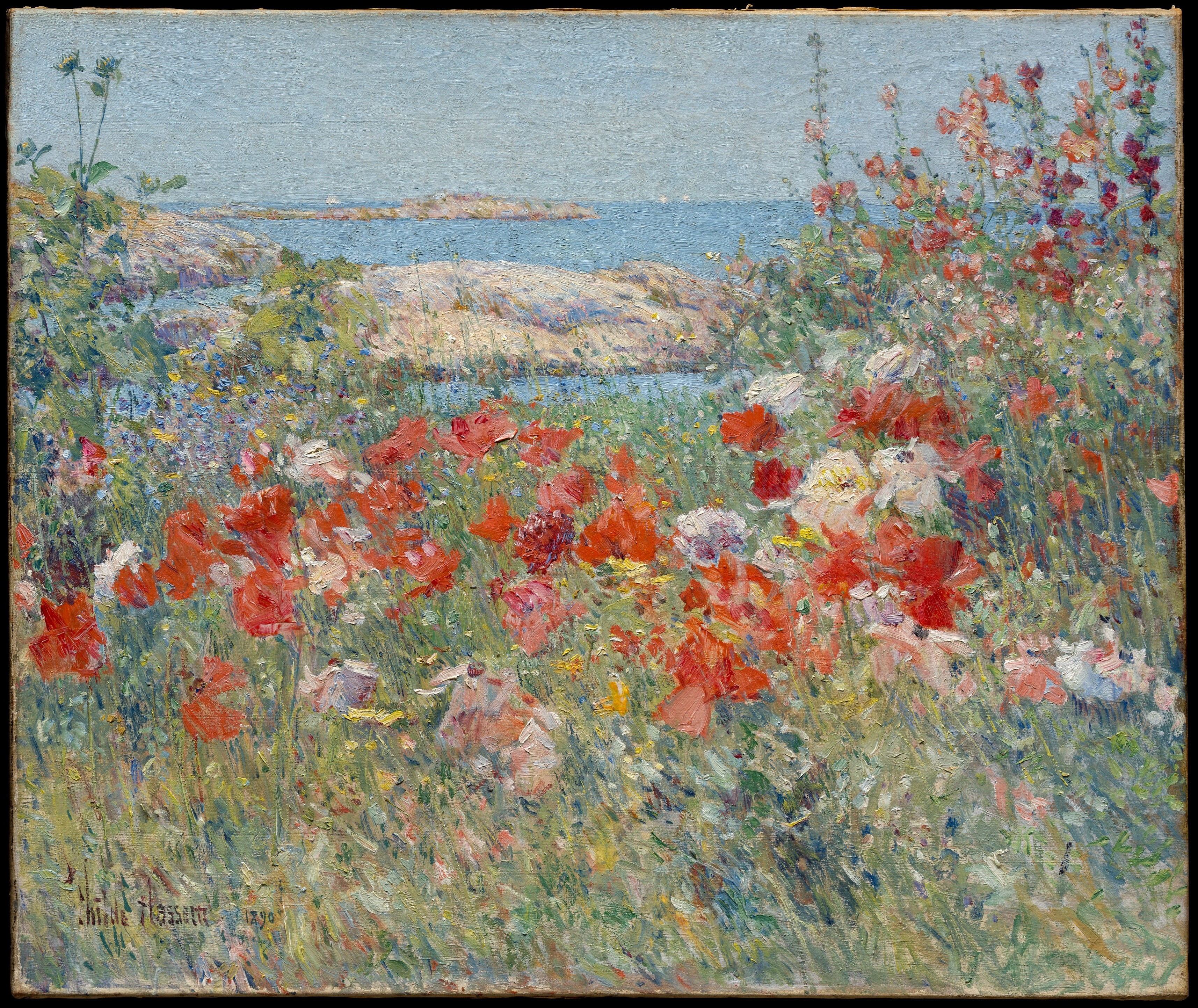
Чайлд Хассам, Сад Целії Такстер, 1890 р., Музей мистецтва Метрополітен, Нью-Йорк